# 革叶兔耳草
革叶兔耳草（学名：Lagotis alutacea）为玄参科兔耳草属下的一个种。

## 扩展阅读
- 維基物種上的相關：革叶兔耳草